# 래리 J. 프랭코
래리 조지프 프랭코(Larry Joseph Franco, 1949년 4월 5일 ~ )는 미국의 영화 제작자이다.

## 작품 목록

### 영화 제작
- 괴물 (1982)
- 인간 로케티어 (1991)
- 배트맨 2 (1992)
- 쥬만지 (1995)
- 화성 침공 (1996)
- 슬리피 할로우 (1999)
- 쥬라기 공원 3 (2001)
- 헐크 (2003)
- 배트맨 비긴즈 (2005)
- 스파이더위크가의 비밀 (영화) (2008)
- 2012 (2009)
- 위대한 비밀 (2011)

### 영화 연출 보조
- 파울 플레이 (1978)
- 지옥의 묵시록 (1979)
- 괴물 (1982)

### 영화 출연
- 괴물 (1982) as Norwegian passenger with rifle